# 長者伝説
長者伝説（ちょうじゃでんせつ）とは、日本の民話・おとぎ話の物語類型の一つで、長者の栄華・没落を主題とした伝説・説話類の総称である。長者譚（ちょうじゃたん）ともいう。対義語は「長者没落譚」。富を得るに到るはなしとして致富譚（ちふたん）とも。
滅びた長者の財宝のありかが歌で知れる『朝日長者』、炭焼が黄金を得る『炭焼長者』、他に『わらしべ長者』などが有名である。

## 主な長者伝説
- わらしべ長者
- 田螺長者
- 真名野長者伝説